# Львов-Главный
Львов-Главный (укр. Львів-Головний) — главная железнодорожная станция в городе Львове и крупнейший вокзал Львовской железной дороги. Расположен в 3.2 км от центра города на юго-запад, на линии Главного европейского водораздела, на высоте 316 метров над уровнем моря.
Здание вокзала возведено в 1904 году, это второе здание с момента открытия станции в 1861 году.
Станция обслуживает все поезда дальнего и местного сообщения, а также пригородные поезда Краснянского, Рава-Русского, Сокальского и Луцкого направлений.

## История
Исторически это первые станция и вокзал на территории современной Украины. В 1841 году правительство Австрийской империи утвердило Программу по делам железных дорог, которой, среди прочего, было предусмотрено строительство железных дорог в Королевстве Галиции и Лодомерии. Линия из Вены до Львова должна была быть построена до 31 декабря 1863 года, после город должен быть соединён с Бродами, Черновцами и другими городами коронной земли.

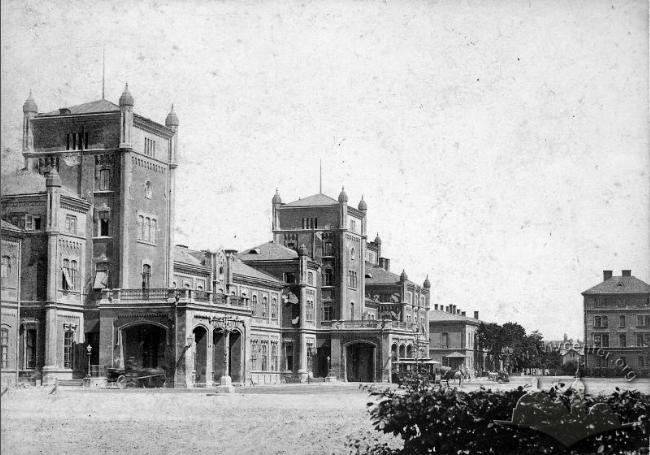
Первое здание вокзала (1890-1895)

В 1858 году цесарско-королевское привилегированное общество Галицких железных дорог имени Карла Людвига получило концессию на строительство вокзала во Львове. Строительство велось на заболоченной горе на площадь 67 моргов. Открытие вокзала состоялось одновременно с открытием движения Галицкой железной дороге имени Карла Людвига на участке Перемышль (Przemyśl — Пшемысль) — Львов, 4 ноября 1861 года. В 14:30 во Львов прибыл первый поезд в составе паровоза «Ярослав», двух пассажирских вагонов и четырёх платформ. 24 ноября дирекция железной получила разрешение на регулярное движение поездов из Львова в Вену и Краков.
В 1866 году открыто движение в Черновцы, в 1869 году — до Бродов и границы с Российской империей, в 1881 году — до Тернополя и Подволочиска.
Здание вокзала было 70 саженей в длину и 10 саженей в ширину. В помещении располагались залы ожидания для пассажиров всех классов, ресторан, кафе, конторы технических служб и полиции, касса багажного отделения, почтовое отделение.
У здания вокзала были размещены два павильона для контор и помещений служащих, вагонное депо с четырнадцатью вагонами, казармы для надзирателей и железнодорожных рабочих, ремонтные мастерские, склады. Персонал вокзала составлял 38 человек: начальник, 26 служащих, 10 надзирателей и врач.
С построением Черновицкого вокзала, между ними возникла конкуренция. Впоследствии их функции были разделены: Черновицкий вокзал принимал поезда по направлению в Краков, Главный вокзал — по направлению в Черновцы.
В 1892 году железная дорога стала собственностью государства. Это ускорило приток инвестиций, соответственно, и строительство новых линий. Это поставило вопрос о строительстве во Львове нового железнодорожного вокзала, ведь существующий не справлялся с растущим пассажиропотоком.
В 1899 году было рассмотрено и утверждено проект авторства Владислава Садловского, выполнен в 1898 году на основании материалов директора Галицкой железной дороги Людвика Вержбицкого.

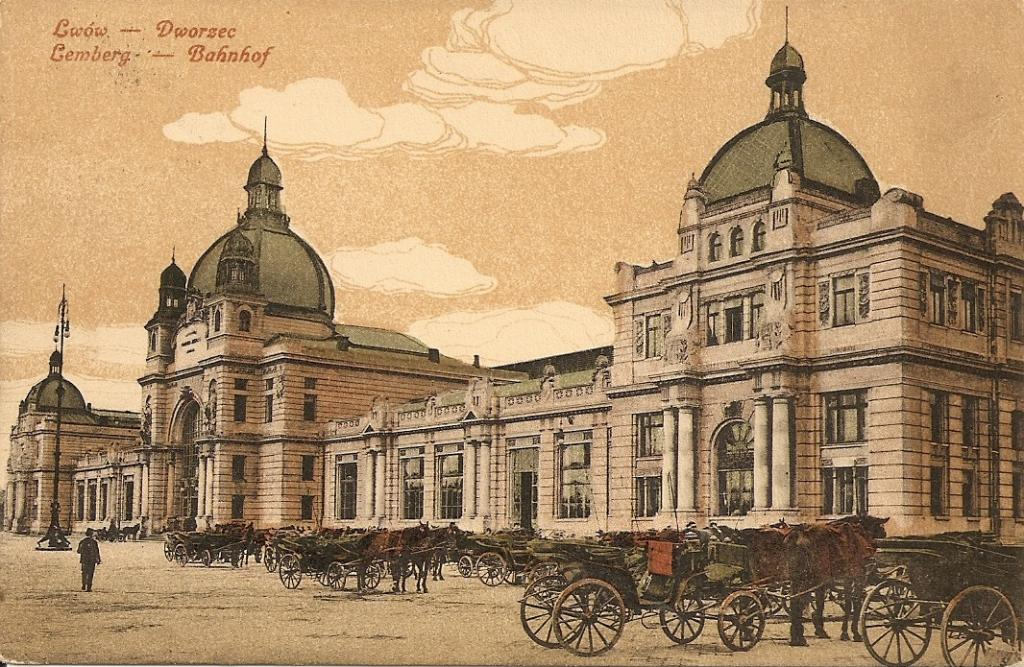
Львовский вокзал, начало XX ст.

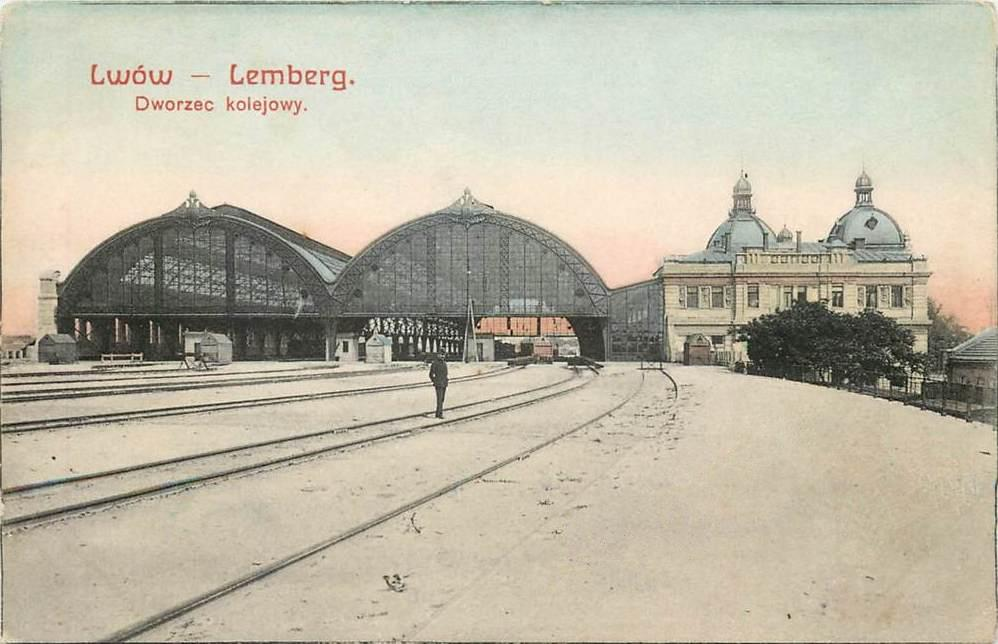
Дебаркадер и вокзал, 1907 год

Строительство было начато в 1902 году на месте старого вокзала. Строительные работы выполняла фирма Ивана Левинского, Альфреда Захаревича и Юзефа Сосновского. Главный вход и дебаркадер выполнены по проекту инженера Е. Зеленевского. Интерьеры залов ожидания 1 и 2 классов спроектировал А. Захаревич. Интерьеры залов ожидания 3 класса, ресторана и столовой спроектировали Т. Обминский и А. Лушпинский. Фронтон здания украсили скульптурами А. Попеля и П. Войтовича: женщина символизирует дорогу и торговлю, человек на льве — промышленность и город Львов. Основным элементом оформления главного вестибюля был витраж «Архангел Михаил» с панорамным видом Львова на фоне.
Вокзал был открыт 26 марта 1904 года. После открытия он был одним из самых современных в Европе.
20 июня 1915 года вокзал подожгли отступающие войска Российской империи. Сооружение также значительно пострадало в результате польско-украинской войны 1918—1919 годов. В результате были уничтожены начальные интерьеры и центральный портал вокзала. После перехода Львова в состав Польши начались работы по восстановлению станции под руководством архитектора Генрика Зарембы. В 1923 году на фасаде и внутри сооружения установлено несколько композиций Петра Войтовича. Полностью перестройка львовского вокзала завершилась лишь в 1930 году.
Вокзал сильно пострадал во время Второй мировой войны, благодаря бомбардировкам, которым он подвергался уже с первого дня войны 1 сентября 1939 года.
Полное послевоенное восстановление завершилось лишь в 1957 году.
В 2003 году, к столетию сооружения, вокзал был отреставрирован.

## Структура
Сегодня в здании вокзала находятся: 1 кассовый зал, 6 залов ожидания различной комфортабельности, VIP-зал, зал официальных делегаций, 3 бара, ресторан, парикмахерская, газетные и аптечные киоски, комнаты отдыха.
Вокзал имеет 5 низких перронов, 8 путей (по одному пути у первого и пятого перронов и по два у второго, третьего, четвёртого перронов).
Выход с перронов обеспечивают три подземных перехода, а до первого перрона, кроме них, ещё два внешних выхода.
Над всеми перронами вокзала находится металлически-стеклянный двухсводчатый дебаркадер.
Арочные перекрытия перронного дебаркадера образуют клепаные из стали фермы большого радиуса, которые заполнены бронированным стеклом. Общая длина конструкции 159 м, ширина 69 м. Метель элементы каркаса изготовлены на комбинате «Витковице» в Остраве (Чехия).
Вблизи вокзала, на площади Дворцовой, находится конечная остановка трамвайных маршрутов №№ 1, 6, 9, 10; автобусных маршрутов №№ 10, 16, 29, 31, 32, 125 и ночных автобусных маршрутов №№ 1Н, 2Н, 3Н, 4Н, 5Н, 6Н, 7Н.
| - Общий вид станции - Дебаркадер вокзала - HRCS2-004 у платформы - ДПКр2 на станции |

## Дальнее сообщение
По состоянию на 2015 год вокзал отправляет и принимает поезда следующих направлений:
| № поезда              | Маршрут движения                | № поезда              | Маршрут движения                |
| --------------------- | ------------------------------- | --------------------- | ------------------------------- |
| 13                    | Киев — Ужгород                  | 14                    | Ужгород — Киев                  |
| 25 "Карпаты"          | Одесса — Львов                  | 26 "Карпаты"          | Львов — Одесса                  |
| 35                    | Львов — Вроцлав                 | 36                    | Вроцлав — Львов                 |
| 41                    | Днепр — Трускавец               | 42                    | Трускавец — Днепр               |
| 43/44 "Прикарпатье"   | Киев — Ивано-Франковск          | 43/44 "Прикарпатье"   | Ивано-Франковск — Киев          |
| 49 "Кобзарь"          | Киев — Трускавец                | 50 "Кобзарь"          | Трускавец — Киев                |
| 51                    | Львов — Вроцлав                 | 52                    | Вроцлав — Львов                 |
| 69                    | Мариуполь — Львов               | 70                    | Львов — Мариуполь               |
| 73 "Верховина"        | Москва — Львов                  | 74 "Верховина"        | Львов — Москва                  |
| 81                    | Киев — Ужгород                  | 82                    | Ужгород — Киев                  |
| 85                    | Новоалексевка — Львов           | 86                    | Львов — Новоалексевка           |
| 91 "Львов"            | Киев — Львов                    | 92 "Львов"            | Львов — Киев                    |
| 99 "Закарпатье"       | Киев — Ужгород                  | 100 "Закарпатье"      | Ужгород — Киев                  |
| 107 "Хаджибей"        | Одесса — Ужгород                | 108 "Хаджибей"        | Ужгород — Одесса                |
| 109                   | Херсон — Львов                  | 110                   | Львов — Херсон                  |
| 111 "Слобожанщина"    | Харьков — Львов                 | 112 "Слобожанщина"    | Львов — Харьков                 |
| 113 "Ночной экспресс" | Харьков — Мукачево              | 114 "Ночной экспресс" | Мукачево — Харьков              |
| 115 "Ночной экспресс" | Харьков — Ивано-Франковск       | 116 "Ночной экспресс" | Ивано-Франковск — Харьков       |
| 119                   | Запорожье — Львов               | 120                   | Львов — Запорожье               |
| 135/136               | Одесса — Черновцы               | 135/136               | Черновцы — Одесса               |
| 141                   | Киев — Львов                    | 142                   | Львов — Киев                    |
| 143/144               | Киев — Ивано-Франковск          | 143/144               | Ивано-Франковск — Киев          |
| 211*                  | Запорожье — Львов               | 212*                  | Львов — Запорожье               |
| 227*                  | Одесса — Львов                  | 228*                  | Львов — Одесса                  |
| 231*                  | Новоалексевка — Ивано-Франковск | 232*                  | Ивано-Франковск — Новоалексевка |
| 245/246*              | Геническ — Черновцы             | 245/246*              | Черновцы — Геническ             |
| 255*                  | Херсон — Львов                  | 256*                  | Львов — Херсон                  |
| 371/372               | Могилёв — Львов                 | 371/372               | Львов — Могилёв                 |
| 397                   | Черкассы — Львов                | 398                   | Львов — Черкассы                |
| 601                   | Львов — Солотвино               | 602                   | Солотвино — Львов               |
| 605                   | Рахов — Львов                   | 606                   | Львов — Рахов                   |
| 607                   | Черновцы — Львов                | 608                   | Львов — Черновцы                |
| 667/668               | Черновцы — Ковель               | 667/668               | Ковель — Черновцы               |
| 741                   | Дарница — Трускавец             | 742                   | Трускавец — Дарница             |
| 743                   | Дарница — Львов                 | 744                   | Львов — Дарница                 |

Звёздочкой отмечены поезда, курсирующие только в летний период.

## Электрификация
Львов является станцией стыкования.
Направления на Мостиску, Самбор, Стрый и Сыхов электрифицированы постоянным током 3000 В/300А.
Пригородные маршруты обслуживаются электропоездами ЭР2, ЭР2Т и ЭПЛ2Т.
Товарные поезда водят электровозы ВЛ10, ВЛ11, пассажирские поезда — ВЛ10, ЧС2, ЧС7.
В направлении Красного и других восточных направлений участки электрифицированы переменным током 25кВ/100А.
Пригородные маршруты обслуживаются электропоездами серии ЭР9, товарные — электровозами ВЛ80, пассажирские — электровозами ВЛ80, ВЛ40У, ЧС4, ЧС8, ДС3.